# Доисторическая Финляндия
Доисторический период истории Финляндии (фин. Suomen esihistoria, швед. Finlands förhistoria) начинается с появления первых людей и оканчивается с железным веком.

## Каменный век
Находки из Волчьей пещеры (Susiluola), находящейся на территории муниципалитета Карийоки (Западная Финляндия, провинция Похьянмаа), некоторыми исследователями были интерпретированы как материальные свидетельства пребывания здесь неандертальцев 130—120 тыс. л. н. во время эемского потепления.
По окончании последнего ледникового периода Финляндию заселили Homo sapiens приблизительно в 8500 году до н. э. группы охотников с юга и юго-востока. Находки из южной части Финляндии сильно напоминают существовавшую в то время на территории Эстонии культуру Кунда. Эта культурная традиция на территории Финляндии ныне известна археологам как культура Суомусъярви. Важнейшим сырьём для каменных орудий служил кварц. Закончился мезолит на территории Финляндии приблизительно в 5000 году до н. э.

Индоевропейское присутствие на западе Финляндии в эпоху медного века

Неолит на территории Финляндии подразделяется на этапы и культуры в основном по различиями в стилях керамики. Важнейшей из культур раннего неолита (5000—3200 гг. до н. э.) является культура ямочно-гребенчатой керамики. 
Внутри страны, напротив, в среднем и позднем неолите преобладают различные культуры асбестовой керамики, среди которых наиболее важными являются группы Киерикки и Пёлья. Заканчивается неолит в Финляндии позже, чем в соседней Скандинавии, примерно в 1500 году до н. э.

## Бронзовый век
В среднем неолите (3200—2400 гг. до н. э.) на юге и западе Финляндии преобладает культура боевых топоров, носителями которой были индоевропейские народы. Индоевропейский элемент на юго-западе Финляндии привнес технологию бронзы заметно различие между ориентированными на запад прибрежными поселениями, которые в культурном плане также относятся к скандинавскому бронзовому веку, и ориентированным на восток поселениями внутри страны и на севере, которые относятся к так называемым «культурам арктического бронзового века».
На западе и юге Финляндии происходили важные контакты по морю с южной и центральной Скандинавией; через побережье в Финляндию проникали технологии обработки бронзы. К другим изменениям периода бронзового века относятся новые религиозные представления, изменения в хозяйстве и архитектуре зданий. Вдоль побережья возникают постоянные аграрные поселения-фермы, как одиночные, так и сгруппированные по несколько ферм. Здания представляют собой длинные дома со стенами, покрытыми глинистым раствором. Процветает культ предков: к этому периоду относятся величественные каменные гробницы-рёсе вдоль побережья. Одновременно происходит переход к трупосожжению.
В Кокемяки на крайнем западном побережье Финляндии (провинция Сатакунта) находится крупнейшая монументальная пирамида-рёсе, а количество найденных здесь бронзовых предметов — больше, чем где-либо ещё в Финляндии. Вероятно, здесь находился политический центр финского бронзового века.
Находки, относящиеся к бронзовому веку в Финляндии, не так многочисленны, как в Скандинавии. Отсутствуют крупные собрания металлических предметов и жертвоприношений, широко распространённые на юге Скандинавии. В целом к началу XXI века в Финляндии найдено около 150 предметов из бронзы, в основном — оружие и орудия труда, к позднему бронзовому веку относятся также ювелирные изделия и предметы туалета. Природный камень по-прежнему оставался важным сырьём, поскольку бронза была дорогим привозным материалом. Ромбовидные каменные топоры, изготовленные по южноскандинавским образцам, играли в основном символическую, а не практическую роль. Кроме того, характерные для Скандинавии петроглифы в Финляндии отсутствуют.
Затем в результате симбиоза индоевропейцев и протосаамов возникла культура Киукайс (2400—1500 гг. до н. э.). Как отмечают исследователи, "В лесах Финляндии индоевропейский элемент шнуровой керамики был растворен, практически не оставив следа ни в языке, ни в культуре местных финских охотников". 
Внутри Финляндии и на её севере доминировали культуры охотников, хотя анализ пыльцы свидетельствует о попытках ввести в этих регионах сельское хозяйство. В этих землях играли большую роль сухопутные контакты на востоке Финляндии, бронзовые технологии представлены, в том числе, и на территории северо-запада современной России. В центральной Финляндии появляется новый стиль керамики — так называемая «текстильная керамика», тогда как на севере по-прежнему преобладает асбестовая керамика.